# Sabbath Bloody Sabbath
Sabbath Bloody Sabbath es el quinto álbum de estudio de la banda  de heavy metal Black Sabbath, lanzado al mercado el 1 de diciembre de 1973 a través de Vertigo Records. Tras su publicación cosechó el visto bueno de la crítica gracias a su destilada técnica musical y sus letras más amplias y polifacéticas.

## Comentarios
Inicialmente, para "Sabbath Bloody Sabbath", la banda se encerró en el estudio intentando componer los temas que formarían parte del álbum, sin embargo, el demacrado estado provocado por la adicción a drogas y sustancias psicotrópicas había hecho mella en los componentes del grupo. La situación llegó a tal punto que Tony Iommi (guitarra y compositor) era incapaz de componer una sola nota nueva, ni un solo riff. Para remedio de la situación el grupo entero decide encerrarse en un castillo en Gales (Reino Unido) para inspirarse. Fruto de esas sesiones nacen los temas de "Sabbath Bloody Sabbath".
El álbum está inspirado a partes iguales por la psicodelia (con el uso masivo de sintetizadores y otros instrumentos poco comunes en temas más directos y roqueros) y por la energía de algunas de las guitarras más duras que tocase Tony Iommi en los años con Ozzy Osbourne. Encontramos momentos dulces y delicados, como la acústica instrumental "Fluff". Momentos esquizoides como en "Who Are You" (tema compuesto por Ozzy al cual inicialmente Iommi se oponía en su inclusión en el trabajo), llegó a ser n.º 1 en las listas de singles del Reino Unido. Momentos poderosos como el monumental riff que abre "Sabbath Bloody Sabbath", en la parte central aparecen los primeros ritmos groove pesados que se harían popular entre las bandas extremas de principios de los 90.
La portada diseñada por Drew Struzan nos muestra la cruda imagen de un hombre acostado sobre una cama teniendo una pesadilla o una visión de ser atacado por demonios en forma de humanos. La muerte le rodea en su lecho de sufrimiento con el número 666 (el número de la bestia) grabado de fondo.
Sin duda uno de sus álbumes más completos, en este disco participó Rick Wakeman (de la banda Yes) en teclados.
Existe un video de la canción "Sabbath Bloody Sabbath".
Según Geezer Butler "Spiral Architect" habla de inyectarse drogas, la aguja es un barco plateado y el océano de plasma es la sangre: "silver ships on plasmic oceans in disguise".

## Lista de canciones
Lado A
1. Sabbath Bloody Sabbath - 5:46 Osbourne, Iommi, Butler, Ward
2. A National Acrobat - 6:17 Osbourne, Iommi, Butler, Ward
3. Fluff - 4:12 Osbourne, Iommi, Butler, Ward
4. Sabbra Cadabra - 5:58 Osbourne, Iommi, Butler, Ward

Lado B
1. Killing Yourself to Live - 5:41 Osbourne, Iommi, Butler, Ward
2. Who Are You? - 4:12 Osbourne, Iommi, Butler, Ward
3. Looking for Today - 5:00 Osbourne, Iommi, Butler, Ward
4. Spiral Architect - 5:30 Osbourne, Iommi, Butler, Ward

## Integrantes
- Ozzy Osbourne - Voz
- Tony Iommi - Guitarra
- Geezer Butler - Bajo
- Bill Ward - Batería
- Rick Wakeman - Teclados

- Datos: Q756135